# Astylosternus nganhanus
Astylosternus nganhanus är en groddjursart som beskrevs av Jean-Louis Amiet 1978. Astylosternus nganhanus ingår i släktet Astylosternus och familjen Arthroleptidae. IUCN kategoriserar arten globalt som akut hotad. Inga underarter finns listade.